# Record e statistiche della Eliteserien
Il massimo campionato di calcio norvegese esiste dal 1963 come campionato a girone unico. Il campionato è stato rinominato Eliteserien dall'inizio della stagione 2017. Nella pagina seguente sono riportati i record e le statistiche calcistiche della massima serie norvegese dal 1963.

## Record di lega

### Titoli
- Maggior numero di titoli: 26, Rosenborg
- Maggior numero di titoli consecutivi vinti: 13, Rosenborg (1992 – 2004)
- Margine più ampio dal 2º classificato: 19 punti, 2020; Bodø/Glimt (81 punti) dal Molde (62 punti)
- Margine più stretto dal 2º classificato: 0 punti e 0 differenza reti (+18) – 2004; Rosenborg (52 gol segnati) su Vålerenga (40 gol segnati). Entrambe le squadre hanno concluso con 48 punti e +18 di differenza reti, ma il Rosenborg ha vinto il titolo grazie ad un numero superiore di gol segnati: è stata l'unica volta in cui il numero di gol segnati ha determinato l'Eliteserien.

### Vittorie
- Maggior numero di vittorie in una stagione (30 giornate): 26, Bodø/Glimt (2020)
- Maggior numero di vittorie in una stagione (26 giornate): 20, Rosenborg (1998)
- Maggior numero di vittorie in una stagione (22 giornate): 16, record condiviso:
  - Viking (1972)
  - Lillestrøm (1977, 1986, 1989)
- Maggior numero di vittorie in una stagione (18 giornate): 14, Lyn (1968)
- Minor numero di vittorie in una stagione (30 giornate): 2, record condiviso:
  - Start (2016)
  - Lyn (2009)
  - Sandefjord (2010)
  - Aalesund (2020)
- Minor numero di vittorie in una stagione (26 giornate): 2, Start (2002)
- Minor numero di vittorie in una stagione (22 giornate): 0, Os (1975)
- Minor numero di vittorie in una stagione (18 giornate): 0, Sandefjord (1965)
- Maggior numero di vittorie casalinghe in una stagione (15 giornate): 15, Bodø/Glimt (2020)
- Maggior numero di vittorie casalinghe in una stagione (13 giornate): 12, Rosenborg (1995)
- Maggior numero di vittorie casalinghe in una stagione (11 giornate): 10, record condiviso:
  - Lillestrøm (1977, 1986)
  - Rosenborg (1992, 1994)
  - Viking (1993)
- Maggior numero di vittorie casalinghe in una stagione (9 giornate): 8, record condiviso:
  - Vålerenga (1965)
  - Skeid (1967)
  - Rosenborg (1969)
- Minor numero di vittorie casalinghe (15 giornate): 1, record condiviso:
  - Lyn (2009)
  - Sandefjord (2022)
- Minor numero di vittorie casalinghe (13 giornate): 1, Start (2002)
- Minor numero di vittorie casalinghe (11 giornate): 0, record condiviso:
  - Os (1975)
  - Steinkjer (1978)
  - Haugar (1981)
- Minor numero di vittorie casalinghe in una stagione (9 giornate): 0, Sandefjord (1965)
- Maggior numero di vittorie in trasferta in una stagione (15 giornate): 13, Molde (2022)
- Maggior numero di vittorie in trasferta in una stagione (13 giornate): 10, Rosenborg (1998, 2003)
- Maggior numero di vittorie in trasferta in una stagione (11 giornate): 8, record condiviso:
  - Fredrikstad (1972)
  - Start (1978)
- Maggior numero di vittorie in trasferta in una stagione (9 giornate): 7, Lyn (1968)
- Minor numero di vittorie in trasferta in una stagione: 0, record condiviso:
  - Brann (1964, 1979, 1992)
  - Sandefjord (1965)
  - Strømsgodset (1967, 1994)
  - Frigg (1968)
  - Mjølner (1972)
  - Raufoss (1974)
  - Os (1975)
  - Vard (1976)
  - Rosenborg (1977)
  - Lyn (1981, 1997)
  - Mjøndalen (1982, 1988, 2015)
  - Eik-Tønsberg (1985)
  - Moss (1988)
  - Strømmen (1990)
  - Viking (1992)
  - Sogndal (1992, 2004)
  - Fyllingen (1993)
  - Bryne (2000, 2003)
  - Sandefjord (2007, 2010, 2015)
  - Sarpsborg 08 (2011)
  - Tromsø (2013)
  - Sandnes Ulf (2014)
  - Start (2016)
- Maggior numero di vittorie consecutive (30 giornate): 17, Molde (2022–)
- Maggior numero di partite consecutive senza vincere: 39, Start (12 Luglio 2015 – 18 Settembre 2016)
- Maggior numero di vittorie: 749, Rosenborg

### Sconfitte
- Minor numero di sconfitte in una stagione (30 giornate): 0, Rosenborg (2010)
- Minor numero di sconfitte in una stagione (26 giornate): 1, Rosenborg (1997)
- Minor numero di sconfitte in una stagione (22 giornate): 2, record condiviso:
  - Viking (1974)
  - Lillestrøm (1977, 1978, 1989)
  - Start (1978)
  - Vålerenga (1981)
- Minor numero di sconfitte in una stagione (18 giornate): 2, record condiviso:
  - Lyn (1964)
  - Skeid (1966)
- Serie d'imbattibilità più lunga: 33 partite, Rosenborg (18 ottobre 2009 – 7 novembre 2010)
- Maggior numero di sconfitte totali: 469, Brann
- Minor numero di sconfitte casalinghe in una stagione (15 giornate): 0, record condiviso:
  - Rosenborg (2010, 2015)
  - Valerenga (2010)
  - Strømsgodset (2012, 2013)
  - Molde (2019)
  - Odd (2019)
  - Bodø/Glimt (2020)
- Minor numero di sconfitte casalinghe in una stagione (13 giornate): 0, record condiviso:
  - Rosenborg (1995, 1996, 1997)
  - Brann (2007)
  - Viking (2007)
- Minor numero di sconfitte casalinghe in una stagione (11 giornate): 0, record condiviso:
  - Viking (1974)
  - Rosenborg (1975, 1991)
  - Lillestrøm (1977, 1989)
  - Bryne (1980)
  - Vålerenga (1984)
  - Kongsvinger (1986)
  - Tromsø (1989)
- Minor numero di sconfitte casalinghe in una stagione (9 giornate): 0, record condiviso:
  - Sarpsborg FK (1964)
  - Fredrikstad (1966, 1971)
  - Lyn (1966)
  - Rosenborg (1967)
  - Strømsgodset (1969, 1970)
  - Viking (1971)
  - HamKam (1971)
- Minor numero di sconfitte in trasferta in una stagione (15 giornate): 0, record condiviso:
  - Rosenborg (2009, 2010)
  - Molde (2022)
- Minor numero di sconfitte in trasferta in una stagione (13 giornate): 1, Rosenborg (1997, 2000, 2003, 2006)
- Minor numero di sconfitte in trasferta in una stagione (11 giornate): 0, Lillestrøm (1978)
- Minor numero di sconfitte in trasferta in una stagione (9 giornate): 0, Lyn (1964)
- Maggior numero di sconfitte consecutive: 11, Vålerenga (6 agosto 1989 – 6 maggio 1990)
- Maggior numero di sconfitte consecutive in una stagione: 10, record condiviso:
  - Os (1975)
  - Strømsgodset (1994)
  - Bryne (2003)
- Maggior numero di partite consecutive senza perdere dall'inizio della stagione: 30, Rosenborg (2010)
- Maggior numero di partite casalinghe consecutive senza perdere: 46, Strømsgodset (26 giugno 2011 – 6 luglio 2014)
- Maggior numero di partite consecutive in trasferta senza perdere: 30, Rosenborg (23 marzo 2009 – 31 ottobre 2010)

### Pareggi
- Maggior numero di pareggi in una stagione (30 giornate): 15, Sarpsborg 08 (2019)
- Maggior numero di pareggi in una stagione (26 giornate): 12, record condiviso:
  - Valerenga (2002)
  - Viking (2004)
- Maggior numero di pareggi in una stagione (22 giornate): 12, record condiviso:
  - Haugar (1981)
  - Brann (1992)
- Maggior numero di pareggi in una stagione (18 giornate): 9, Lyn (1966)
- Maggior numero di pareggi casalinghi in una stagione (15 giornate): 9, Sarpsborg 08 (2019)
- Maggior numero di pareggi casalinghi in una stagione (13 giornate): 7, record condiviso:
  - Stabaek (1996, 2006)
  - Viking (2004)
- Maggior numero di pareggi casalinghi in una stagione (11 giornate): 7, Vålerenga (1981)
- Maggior numero di pareggi casalinghi in una stagione (9 giornate): 6, Lyn (1966)
- Maggior numero di pareggi in trasferta in una stagione (15 giornate): 8, Bodø/Glimt (2018)
- Maggior numero di pareggi in trasferta in una stagione (13 giornate): 7, Viking (2003)
- Maggior numero di pareggi in trasferta in una stagione (11 giornate): 8, record condiviso:
  - Rosenborg (1972)
  - Vålerenga (1975)
- Maggior numero di pareggi in trasferta in una stagione (9 giornate): 6, Frigg (1964)
- Minor numero di pareggi in una stagione (30 giornate): 2, record condiviso:
  - Stabaek (2012)
  - Viking (2015)
  - Molde (2020)
- Minor numero di pareggi in una stagione (26 giornate): 1, record condiviso:
  - Start (1995)
  - Brann (1999)
  - Bryne (2003)
- Minor numero di pareggi in una stagione (22 giornate): 1, record condiviso:
  - Lillestrøm (1986)
  - Bryne (1986)
- Minor numero di pareggi in una stagione (18 giornate): 0, Lyn (1968)
- Minor numero di pareggi casalinghi in una stagione (15 giornate): 0, record condiviso:
  - Molde (2012)
  - Rosenborg (2010, 2016)
  - Bodø/Glimt (2020)
- Minor numero di pareggi casalinghi in una stagione (13 giornate): 0, record condiviso:
  - Start (1995)
  - Moss (1999)
  - Lillestrøm (1999)
  - Stabaek (2001)
  - Lyn (2002)
  - Tromsø (2004)
  - Odd (2007)
- Minor numero di pareggi casalinghi in una stagione (11 giornate): 0, record condiviso:
  - Molde (1978, 1989)
  - Rosenborg (1979, 1992, 1994)
  - Bodø/Glimt (1980, 1993)
  - Mjøndalen (1982)
  - Start (1985)
  - Lillestrøm (1986, 1993)
  - Bryne (1986, 1987)
  - Vålerenga (1989)
  - Viking (1993, 1994)
- Minor numero di pareggi casalinghi in una stagione (9 giornate): 0, record condiviso:
  - Vålerenga (1965, 1966)
  - Skeid (1965, 1967, 1968, 1969)
  - Steinkjer (1966)
  - Strømsgodset (1967)
  - Lyn (1968)
  - Viking (1968)
  - Rosenborg (1969)
  - Brann (1970)
- Minor numero di pareggi in trasferta in una stagione (15 giornate): 0, record condiviso:
  - Bodø/Glimt (2014, 2022)
  - Viking (2015)
- Minor numero di pareggi in trasferta in una stagione (13 giornate): 0, record condiviso:
  - Hødd (1995)
  - Vålerenga (1998)
  - Brann (1999)
  - Odd (1999)
  - Bryne (2003)
- Minor numero di pareggi in trasferta in una stagione (11 giornate): 0, record condiviso:
  - Mjøndalen (1974, 1975, 1977, 1992)
  - Molde (1977)
  - Skeid (1978)
  - HamKam (1979)
  - Viking (1980)
  - Mjølner (1989)
- Minor numero di pareggi in trasferta in una stagione (9 giornate): 0, record condiviso:
  - Gjøvik-Lyn (1963)
  - Sandefjord BK (1965)
  - Fredrikstad (1967)
  - Lyn (1968)
  - Rosenborg (1968)
  - Strømsgodset (1968)
  - Start (1969)
  - Sarpsborg FK (1970)
  - Pors Grenland (1970)
  - Frigg (1971)
- Maggior numero di pareggi totali: 358, Viking

### Spettatori
- Maggior numero di spettatori, partita singola: 28.569, Rosenborg 1–0 Lillestrøm (al Lerkendal Stadion, 12 ottobre 1985)
- Minor numero di spettatori, partita singola: 202, Strømmen 1–2 Mjøndalen (allo Strømmen Stadion, 19 ottobre 1986)
- Maggior numero di spettatori (in media) in stagione: 19.903, Rosenborg (2007)
- Minor numero di spettatori (in media) in stagione: 1.448, Strømmen (1986)

Questi dati non tengono conto delle stagioni 2020 e 2021, quando molte partite hanno avuto un'affluenza pari a zero a causa delle misure di sanità pubblica adottate per contenere la pandemia di COVID-19 .

### Reti
- Maggior numero di gol segnati in una stagione (30 giornate): 103, Bodø/Glimt (2020)
- Maggior numero di gol segnati in una stagione (26 giornate): 87, Rosenborg (1997)
- Maggior numero di gol segnati in una stagione (22 giornate): 70, Rosenborg (1994)
- Maggior numero di gol segnati in una stagione (18 giornate): 57, Lyn (1965, 1968)
- Minor numero di gol segnati in una stagione (30 giornate): 23, record condiviso: 
  - Start (2016)
  - Aalesund (2020)
- Minor numero di gol segnati in una stagione (26 giornate): 21, Start (2002)
- Minor numero di gol segnati in una stagione (22 giornate): 10, Mjølner (1972)
- Minor numero di gol segnati in una stagione (18 giornate): 10, Pors Grenland (1970)
- Maggior numero di gol subiti in una stagione (30 giornate): 85, Aalesund (2020)
- Maggior numero di gol subiti in una stagione (26 giornate): 80, Sogndal (1998)
- Maggior numero di gol subiti in una stagione (22 giornate): 59, Djerv 1919 (1988)
- Maggior numero di gol subiti in una stagione (18 giornate): 57, Sandefjord BK (1965)
- Minor numero di gol subiti in una stagione (30 giornate): 20, Rosenborg (2017)
- Minor numero di gol subiti in una stagione (26 giornate): 20, Rosenborg (1997)
- Minor numero di gol subiti in una stagione (22 giornate): 10, Viking (1974)
- Minor numero di gol subiti in una stagione (18 giornate): 5, Rosenborg (1970)
- Miglior differenza reti in una stagione: +71, Bodø/Glimt (2020)
- Maggior numero di gol segnati in una stagione da una squadra retrocessa: 41, record condiviso:
  - Tromsø (2013)
  - Brann (2014)
- Maggior numero di gol segnati in casa in una stagione (15 giornate): 59, Bodø/Glimt (2020)
- Maggior numero di gol segnati in casa in una stagione (13 giornate): 51, Rosenborg (1996)
- Maggior numero di gol segnati in casa in una stagione (11 giornate): 45, Rosenborg (1994)
- Maggior numero di gol segnati in casa in una stagione (9 giornate): 31, Rosenborg (1968)
- Minor numero di gol segnati in casa in una stagione (15 giornate): 10, Stabæk (2012)
- Minor numero di gol segnati in casa in una stagione (13 giornate): 11, Tromsø (2001)
- Minor numero di gol segnati in casa in una stagione (11 giornate): 6, Bodø/Glimt (1980)
- Minor numero di gol segnati in casa in una stagione (9 giornate): 5, Pors Grenland (1970)
- Maggior numero di gol subiti in casa in una stagione (15 giornate): 36, Mjøndalen (2015)
- Maggior numero di gol subiti in casa in una stagione (13 giornate): 38, Sogndal (1998)
- Maggior numero di gol subiti in casa in una stagione (11 giornate): 33, Molde (1978)
- Maggior numero di gol subiti in casa in una stagione (9 giornate): 30, Sandefjord BK (1965)
- Minor numero di gol subiti in casa in una stagione (15 giornate): 6, Brann (2016)
- Minor numero di gol subiti in casa in una stagione (13 giornate): 6, Vålerenga (2004)
- Minor numero di gol subiti in casa in una stagione (11 giornate): 3, record condiviso:
  - Fredrikstad (1972)
  - Lillestrøm (1989)
- Minor numero di gol subiti in casa in una stagione (9 giornate): 1, Rosenborg (1970)
- Maggior numero di gol segnati in trasferta in una stagione (15 giornate): 44, Bodø/Glimt (2020)
- Maggior numero di gol segnati in trasferta in una stagione (13 giornate): 44, Rosenborg (1997)
- Maggior numero di gol segnati in trasferta in una stagione (11 giornate): 29, Rosenborg (1990)
- Maggior numero di gol segnati in trasferta in una stagione (9 giornate): 30, Lyn (1965)
- Minor numero di gol segnati in trasferta in una stagione (15 giornate): 8, record condiviso:
  - Sandefjord (2010)
  - Start (2016)
- Minor numero di gol segnati in trasferta in una stagione (13 giornate): 5, record condiviso:
  - Lyn (1997)
  - Sandefjord (2007)
- Minor numero di gol segnati in trasferta in una stagione (11 giornate): 1, Mjølner (1972)
- Minor numero di gol segnati in trasferta in una stagione (9 giornate): 1, Brann (1964)
- Maggior numero di gol subiti in trasferta in una stagione (15 giornate): 41, record condiviso:
  - Hønefoss (2010)
  - Stabæk (2012)
- Maggior numero di gol subiti in trasferta in una stagione (13 giornate): 42, record condiviso:
  - HamKam (1995)
  - Hødd (1995)
  - Sogndal (1998)
- Maggior numero di gol subiti in trasferta in una stagione (11 giornate): 42, record condiviso:
  - Eik Tønsberg (1985)
  - Djerv (1988)
- Maggior numero di gol subiti in trasferta in una stagione (9 giornate): 35, Frigg (1971)
- Minor numero di gol subiti in trasferta in una stagione (15 giornate): 10, record condiviso:
  - Molde (2014)
  - Rosenborg (2017, 2018)
- Minor numero di gol subiti in trasferta in una stagione (13 giornate): 10, Rosenborg (2003)
- Minor numero di gol subiti in trasferta in una stagione (11 giornate): 3, Lillestrøm (1985)
- Minor numero di gol subiti in trasferta in una stagione (9 giornate): 3, Lyn (1964)
- Maggior numero di gol segnati in totale: 2.819, Rosenborg
- Maggior numero di gol subiti in totale: 1.915, Brann

### Punti
- Maggior numero di punti in una stagione (30 giornate): 81, Bodø/Glimt (2020)
- Maggior numero di punti in una stagione (26 giornate): 63, Rosenborg (1998)
- Maggior numero di punti in una stagione (22 giornate, 3 punti a vittoria): 52, Lillestrøm (1989)
- Maggior numero di punti in una stagione (22 giornate, 2 punti a vittoria): 36, Lillestrøm (1977)
- Maggior numero di punti in una stagione (18 giornate, 2 punti a vittoria): 28, Lyn (1968)
- Minor numero di punti in una stagione (30 giornate): 11, Aalesund (2020)
- Minor numero di punti in una stagione (26 giornate): 11, Start (2002)
- Minor numero di punti in una stagione(22 giornate, 3 punti a vittoria): 12, record condiviso:
  - Djerv 1919 (1988)
  - Moss (1990)
- Minor numero di punti in una stagione (22 giornate, 2 punti a vittoria): 5, Os (1975)
- Minor numero di punti in una stagione (18 giornate, 2 punti a vittoria): 2, Sandefjord BK (1965)
- Maggior numero di punti in una stagione senza vincere il campionato (30 giornate): 62, record condiviso:
  - Rosenborg (2013)
  - Molde (2020)
- Maggior numero di punti in una stagione senza vincere il campionato (26 giornate): 56, Lillestrøm (2001)
- Maggior numero di punti in una stagione senza vincere il campionato (22 giornate, 2 punti a vittoria): 34, Fredrikstad (1972)
- Maggior numero di punti in una stagione senza vincere il campionato (22 giornate, 3 punti a vittoria): 45, Bodø/Glimt (1993)
- Maggior numero di punti in una stagione senza vincere il campionato (18 giornate): 26, Lyn (1965)
- Minor numero di punti in una stagione vincendo il campionato (30 giornate): 58, Molde (2011)
- Minor numero di punti in una stagione vincendo il campionato (26 giornate): 46, Vålerenga (2005)
- Minor numero di punti in una stagione vincendo il campionato (22 giornate, 2 punti a vittoria): 29, record condiviso:
  - Start (1980)
  - Vålerenga (1981)
  - Viking (1982)
- Minor numero di punti in una stagione vincendo il campionato (22 giornate, 3 punti a vittoria): 41, Viking (1991)
- Minor numero di punti in una stagione vincendo il campionato (18 giornate): 24, record condiviso:
  - Brann (1963)
  - Rosenborg (1971)
- Maggior numero di punti in una stagione per una squadra retrocessa (30 giornate): 34, Fredrikstad (2009)
- Maggior numero di punti in una stagione per una squadra retrocessa (26 giornate): 29, record condiviso:
  - Moss (1996)
  - Odd Grenland (2006)
- Maggior numero di punti in una stagione per una squadra retrocessa (22 giornate, 2 punti a vittoria): 20, Brann (1983)1
- Maggior numero di punti in una stagione per una squadra retrocessa (22 giornate, 3 punti a vittoria): 29, HamKam (1987)2
- Maggior numero di punti in una stagione per una squadra retrocessa (18 giornate): 15, Steinkjer (1967)
- Minor numero di punti in una stagione per una squadra NON retrocessa (30 giornate): 22, Start (2015)
- Minor numero di punti in una stagione per una squadra NON retrocessa (26 giornate): 22, Bryne (2001)3
- Minor numero di punti in una stagione per una squadra NON retrocessa (22 giornate, 2 punti a vittoria): 17, record condiviso:
  - Mjøndalen (1974)
  - Moss (1984)4
- Minor numero di punti in una stagione per una squadra NON retrocessa (22 giornate, 3 punti a vittoria): 20, HamKam (1992)5
- Minor numero di punti in una stagione per una squadra NON retrocessa (18 giornate): 11, record condiviso:
  - Hødd (19706, 1971)
  - Brann (1971)

1Arrivato terzultimo, retrocesso tramite girone playout di retrocessione contro Strindheim (0-0) e Pors Grenland (1-1), 2 punti totali contro i 3 fatti dallo Strindheim che vinse il girone e venne promosso in 1. divisjon.
2Arrivato terzultimo, retrocesso tramite girone playout di retrocessione contro Djerv (3-0) e Lyn (1-1), 1 punto totale contro i 6 fatti dal Djerv che vinse il girone e venne promosso in 1. divisjon.
3Arrivato terzultimo, salvatosi tramite playout contro l'HamKam (3-0) e (0-0).
4Arrivato terzultimo, salvatosi tramite girone playout di retrocessione contro HamKam (0-0) e Vidar (4-1).
5Arrivato terzultimo, salvatosi tramite girone playout di retrocessione contro Drøbak-Frogn (2-1) e Strømmen (4-4).
6Salvatosi tramite il terzo criterio in caso di arrivo a pari punti con una o più squadre, a scapito dello Skeid, arrivarono entrambe a 11 punti, con differenza reti -7, ma 20 gol fatti per l'Hødd e 16 per lo Skeid.

## Record dei giocatori

### Presenze
- Maggior numero di presenze: 473, Daniel Berg Hestad (dal 23 maggio 1993 all'8 novembre 2015)[2]
- Maggior numero di presenze in un club: 473, Daniel Berg Hestad (Molde)
- Giocatore più anziano: Thorleif «Toffa» Olsen, 41 anni e 332 giorni (in Vålerenga vs Brann, 13 ottobre 1963)[3]
- Giocatore più giovane: Martin Ødegaard, 15 anni e 118 giorni (in Strømsgodset vs Aalesund, 13 aprile 2014)[4]
- Maggior numero di stagioni con almeno una presenza: 22, Roar Strand (tutte le stagioni dal 1989 al 2010)

| Rango | Giocatore          | Anni           | Presenze |
| ----- | ------------------ | -------------- | -------- |
| 1     | Daniel Berg Hestad | 1993–2016      | 473      |
| 2     | Steffen Hagen      | 2006– presente | 461      |
| 3     | Morten Berre       | 1996–2015      | 452      |
| 4     | Frode Kippe        | 1997–2019      | 441      |
| 5     | Roar Strand        | 1989–2010      | 439      |
| 6     | Øyvind Storflor    | 1999–2019      | 421      |
| 7     | Erling Knudtzon    | 2007– presente | 419      |
| 8     | Espen Hoff         | 1999–2016      | 406      |
| 9     | Christer Basma     | 1993–2008      | 350      |
| 10    | Håkon Opdal        | 2002–2021      | 347      |

### Reti
- Maggior numero di reti: 172, Sigurd Rushfeldt[5]
- Maggior numero di reti per un solo club: 151, Harald Martin Brattbakk (Rosenborg)
- Marcatore più anziano: 41 anni e 323 giorni, Thorleif «Toffa» Olsen (in Vålerenga vs Skeid, 4 Ottobre 1963)
- Marcatore più giovane: Martin Ødegaard, 15 anni e 151 giorni (in Strømsgodset vs Sarpsborg 08, 16 Maggio 2014)[6]
- Maggior numero di stagioni con almeno un gol segnato: 21, Roar Strand (tutte le stagioni dal 1990 al 2010)[7]
- Maggior numero di gol in una stagione: 30, Odd Iversen (Rosenborg) nel 1968[8]
- Maggior numero di triplette: 11, Sigurd Rushfeldt
- Maggior numero di gol in una partita: 6, record condiviso:
  - Odd Iversen (con il Rosenborg vs Vålerenga, 20 ottobre 1968) V 7–2[9]
  - Jan Fuglset (con il Molde vs Strømsgodset, 17 ottobre 1976) V 1–6[10]
- Gol più veloce: 11 secondi, Erik Mjelde (in Brann vs Haugesund, 15 aprile 2011)[11]
- Tripletta più veloce: 2 minuti e 30 secondi, Erik Karlsen (in Lillestrøm vs Mjøndalen, 1 maggio 1977)[12][13]
- Maggior numero di stagioni consecutive con almeno 25 gol segnati: 2, record condiviso:
  - Odd Iversen (1968–1969 per il Rosenborg)
  - Harald Martin Brattbakk (1995–1996 per il Rosenborg)
  - Sigurd Rushfeldt (1997–1998 per il Rosenborg)
- Maggior numero di stagioni consecutive con almeno 15 gol segnati: 4, record condiviso:
  - Petter Belsvik (1993 con l'HamKam, 1994–95 con lo Start, 1996 con lo Stabæk)
  - Harald Martin Brattbakk (1994–1997 per il Rosenborg)
- Maggior numero di club con cui aver fatto almeno un gol: 7, Petter Belsvik (per Molde, HamKam, Start, Stabæk, Rosenborg, Vålerenga, Lillestrøm)

| Pos | Nome                    | Gol  | Partite | Gol a partita | Ruolo      | Primo gol | Ultimo gol |
| --- | ----------------------- | ---- | ------- | ------------- | ---------- | --------- | ---------- |
| 1   | Sigurd Rushfeldt        | 172  | 299     | 0.58          | Attaccante | 1992      | 2011       |
| 2   | Harald Martin Brattbakk | 166  | 255     | 0.69          | Attaccante | 1990      | 2005       |
| 3   | Petter Belsvik          | 159  | 292     | 0.54          | Attaccante | 1989      | 2003       |
| 4   | Odd Iversen             | 158  | 225     | 0.70          | Attaccante | 1967      | 1982       |
| 5   | Per Kristoffersen       | 1451 | 194     | 0.75          | Attaccante | 1956–57   | 1968       |
| 6   | Frode Johnsen           | 132  | 301     | 0.44          | Attaccante | 1999      | 2015       |
| 7   | Thorstein Helstad       | 116  | 234     | 0.50          | Attaccante | 1995      | 2013       |
| 7   | Bengt Sæternes          | 116  | 280     | 0.41          | Attaccante | 1996      | 2011       |
| 9   | Jostein Flo             | 114  | 213     | 0.54          | Attaccante | 1987      | 2001       |
| 10  | Arild Sundgot           | 111  | 325     | 0.34          | Attaccante | 1995      | 2011       |

1Nel numero totale di gol di Per Kristoffersen sono conteggiati anche quelli segnati prima della stagione 1963.

### Cartellini
- Maggior numero di cartellini gialli in una stagione: 10, record condiviso:
  - Fegor Ogude (2011)[14]
  - Kjetil Waehler (2016)[15]
  - Flamur Kastrati (2018)[15][16]
- Maggior numero di cartellini rossi in una stagione: 3, record condiviso:
  - Raoul Kouakou (2002, 2003)[17]
  - Frode Kippe (2007)[18]

### Portieri
- Record di imbattibilità: 730 minuti, Sondre Rossbach (per Odd, dal 1º novembre 2015 al 24 aprile 2016)

### Marcatori più giovani
Questa è la lista dei 10 giocatori più giovani ad aver segnato almeno un goal in Eliteserien.
|    | Giocatore                | Data              | Squadra      | Età                 | Avversaria   |
| -- | ------------------------ | ----------------- | ------------ | ------------------- | ------------ |
| 1  | Martin Ødegaard          | 16 Maggio 2014    | Strømsgodset | 15 anni, 151 giorni | Sarpsborg 08 |
| 2  | Håkon Lorentzen          | 10 Novembre 2013  | Brann        | 16 anni, 100 giorni | Tromsø       |
| 3  | Kristoffer Ajer          | 21 Aprile 2014    | Start        | 16 anni, 164 giorni | Sarpsborg 08 |
| 4  | Kjetil Sigurdsen         | 14 Settembre 1986 | Bryne        | 16 anni, 207 giorni | Tromsø       |
| 5  | Sander Svendsen          | 21 Aprile 2014    | Molde        | 16 anni, 259 giorni | Sarpsborg 08 |
| 6  | Ohi Omoijuanfo           | 7 Novembre 2010   | Lillestrøm   | 16 anni, 300 giorni | Strømsgodset |
| 7  | Kjetil Rekdal            | 15 Settembre 1985 | Molde        | 16 anni, 313 giorni | Bryne        |
| 8  | Trond Fredrik Ludvigsen  | 2 Maggio 1999     | Bodø/Glimt   | 16 anni, 314 giorni | Brann        |
| 9  | Benjamin Thoresen Faraas | 14 Agosto 2022    | HamKam       | 16 anni, 340 giorni | Vålerenga    |
| 10 | Jan Berg                 | 9 Maggio 1982     | Molde        | 16 anni, 360 giorni | HamKam       |

## Partite record

### Risultati
- Vittoria casalinga più ampia: 10-0, Rosenborg vs Brann (5 maggio 1996)[23][24]
- Vittoria in trasferta più ampia: 0–9, Sogndal vs Stabæk (25 ottobre 1998)[25][26]
- Sconfitta più ampia da campioni in carica: 1–8, Lyn 1–8 Strømsgodset (16 maggio 1969), dopo che il Lyn vinse la stagione 1968
- Partita con più gol: 11–2, Lyn vs Viking (28 luglio 1968)[27][28]
- Pareggio con più gol: 5–5, Viking vs Vålerenga (2 agosto 2014)[29]

## Classifica perpetua dell'Eliteserien
La classifica di tutti i tempi dell'Eliteserien è una tabella cumulativa di tutti i risultati delle partite, punti e gol di ogni squadra che ha giocato in Eliteserien da quando fu istituito il campionato a girone unico nel 1963. La tabella che segue è aggiornata alla fine della stagione 2023. I numeri in grassetto sono i numeri record (più alti, positivi o negativi) in ciascuna colonna.
| Pos. | Club                 | St | G    | V   | P   | S   | GF   | GS   | DF   | Pt   | P.M.  | Pt/P | Retr. | M.Piaz. |
| ---- | -------------------- | -- | ---- | --- | --- | --- | ---- | ---- | ---- | ---- | ----- | ---- | ----- | ------- |
| 1    | Rosenborg            | 56 | 1388 | 749 | 330 | 309 | 2819 | 1611 | 1208 | 2577 | 2,89  | 1,86 | 1     | 1       |
| 2    | Viking               | 56 | 1372 | 583 | 358 | 431 | 2180 | 1846 | 334  | 2107 | 5,32  | 1,54 | 3     | 1       |
| 3    | Molde                | 45 | 1162 | 549 | 251 | 362 | 2022 | 1601 | 421  | 1898 | 5,33  | 1,63 | 5     | 1       |
| 4    | Lillestrøm           | 48 | 1224 | 520 | 320 | 384 | 1955 | 1559 | 396  | 1879 | 6,04  | 1,54 | 1     | 1       |
| 5    | Brann                | 52 | 1280 | 510 | 301 | 469 | 1990 | 1915 | 75   | 1831 | 6,44  | 1,43 | 7     | 1       |
| 6    | Vålerenga            | 50 | 1244 | 473 | 307 | 464 | 1892 | 1820 | 72   | 1723 | 6,88  | 1,39 | 6     | 1       |
| 7    | Tromsø               | 35 | 926  | 345 | 228 | 353 | 1304 | 1353 | -49  | 1263 | 7,37  | 1,36 | 3     | 2       |
| 8    | Strømsgodset         | 35 | 898  | 344 | 200 | 354 | 1445 | 1473 | -28  | 1232 | 7,60  | 1,37 | 5     | 1       |
| 9    | Start                | 37 | 932  | 322 | 218 | 392 | 1351 | 1505 | -154 | 1184 | 7,92  | 1,27 | 10    | 1       |
| 10   | Bodø/Glimt           | 28 | 744  | 300 | 177 | 267 | 1285 | 1157 | 128  | 1077 | 7,39  | 1,45 | 4     | 1       |
| 11   | Odd                  | 27 | 738  | 297 | 167 | 274 | 1098 | 1101 | -3   | 1057 | 7,07  | 1,43 | 2     | 2       |
| 12   | Stabæk               | 26 | 728  | 283 | 176 | 269 | 1156 | 1102 | 54   | 1025 | 7,77  | 1,41 | 4     | 1       |
| 13   | Lyn                  | 26 | 584  | 212 | 142 | 230 | 876  | 911  | -35  | 778  | 6,81  | 1,33 | 7     | 1       |
| 14   | Fredrikstad          | 25 | 558  | 205 | 135 | 218 | 823  | 846  | -23  | 750  | 7,44  | 1,34 | 6     | 2       |
| 15   | Haugesund            | 17 | 498  | 177 | 118 | 203 | 706  | 751  | -45  | 649  | 8,71  | 1,30 | 2     | 3       |
| 16   | HamKam               | 23 | 534  | 173 | 128 | 233 | 678  | 852  | -174 | 647  | 8,83  | 1,21 | 8     | 3       |
| 17   | Moss                 | 19 | 442  | 153 | 102 | 187 | 622  | 701  | -79  | 561  | 7,89  | 1,27 | 4     | 1       |
| 18   | Kongsvinger          | 18 | 424  | 154 | 90  | 180 | 600  | 700  | -100 | 554  | 7,89  | 1,31 | 2     | 2       |
| 19   | Aalesund             | 16 | 464  | 146 | 106 | 212 | 591  | 786  | -195 | 544  | 10,81 | 1,17 | 5     | 4       |
| 20   | Sogndal              | 18 | 468  | 124 | 124 | 220 | 566  | 830  | -264 | 496  | 11,28 | 1,06 | 8     | 6       |
| 21   | Bryne                | 17 | 390  | 133 | 96  | 161 | 561  | 614  | -53  | 495  | 7,59  | 1,27 | 2     | 2       |
| 22   | Skeid                | 18 | 376  | 138 | 69  | 169 | 506  | 603  | -97  | 483  | 6,94  | 1,28 | 5     | 1       |
| 23   | Mjøndalen            | 17 | 406  | 127 | 90  | 189 | 489  | 634  | -145 | 471  | 9,94  | 1,16 | 7     | 2       |
| 24   | Sarpsborg 08         | 12 | 360  | 115 | 101 | 144 | 494  | 565  | -71  | 446  | 9,42  | 1,24 | 1     | 3       |
| 25   | Sandefjord           | 11 | 322  | 77  | 70  | 175 | 394  | 596  | -202 | 301  | 12,73 | 0,93 | 4     | 8       |
| 26   | Sarpsborg FK1        | 11 | 206  | 71  | 49  | 86  | 253  | 295  | -42  | 262  | 6,73  | 1,27 | 2     | 3       |
| 27   | Kristiansund         | 6  | 180  | 65  | 49  | 66  | 266  | 279  | -13  | 244  | 7,33  | 1,36 | 1     | 5       |
| 28   | Frigg                | 8  | 148  | 45  | 41  | 62  | 176  | 255  | -79  | 176  | 6,75  | 1,19 | 3     | 4       |
| 29   | Hødd                 | 6  | 120  | 28  | 25  | 67  | 146  | 240  | -94  | 109  | 9,50  | 0,91 | 3     | 8       |
| 30   | Steinkjer            | 5  | 94   | 27  | 24  | 43  | 122  | 166  | -44  | 105  | 8,00  | 1,12 | 3     | 4       |
| 31   | Hønefoss             | 3  | 90   | 20  | 29  | 41  | 92   | 151  | -59  | 89   | 14,33 | 0,99 | 2     | 13      |
| 32   | Sandnes Ulf          | 3  | 90   | 21  | 24  | 45  | 107  | 167  | -60  | 87   | 14,33 | 0,97 | 1     | 13      |
| 33   | Fyllingen2           | 3  | 66   | 17  | 19  | 30  | 65   | 106  | -41  | 70   | 10,00 | 1,06 | 2     | 7       |
| 34   | Ranheim              | 2  | 60   | 19  | 12  | 29  | 79   | 105  | -26  | 69   | 11,50 | 1,15 | 1     | 7       |
| 35   | Eik Tønsberg         | 3  | 66   | 19  | 12  | 35  | 79   | 125  | -46  | 69   | 8,67  | 1,05 | 1     | 5       |
| 36   | Raufoss              | 3  | 62   | 11  | 15  | 36  | 59   | 117  | -58  | 48   | 10,33 | 0,77 | 2     | 9       |
| 37   | Strindheim           | 2  | 48   | 9   | 10  | 29  | 54   | 114  | -60  | 37   | 13,00 | 0,77 | 2     | 12      |
| 38   | Mjølner              | 2  | 44   | 7   | 9   | 28  | 33   | 83   | -50  | 30   | 12,00 | 0,68 | 2     | 12      |
| 39   | Strømmen             | 2  | 44   | 6   | 9   | 29  | 39   | 80   | -41  | 27   | 11,50 | 0,61 | 2     | 11      |
| 40   | Sandefjord Ballklubb | 2  | 36   | 6   | 7   | 23  | 29   | 80   | -51  | 25   | 8,50  | 0,69 | 1     | 7       |
| 41   | Jerv                 | 1  | 30   | 5   | 5   | 20  | 30   | 69   | -39  | 20   | 16,00 | 0,67 | 1     | 16      |
| 42   | Haugar               | 1  | 22   | 2   | 12  | 8   | 20   | 38   | -18  | 18   | 11,00 | 0,82 | 1     | 11      |
| 43   | Lisleby              | 1  | 18   | 4   | 5   | 9   | 22   | 26   | -4   | 17   | 9,00  | 0,94 | 1     | 9       |
| 44   | Gjøvik-Lyn3          | 1  | 18   | 5   | 1   | 12  | 29   | 47   | -18  | 16   | 10,00 | 0,89 | 1     | 10      |
| 45   | Vard Haugesund       | 1  | 22   | 2   | 9   | 11  | 21   | 36   | -15  | 15   | 12,00 | 0,68 | 1     | 12      |
| 46   | Djerv 1919           | 1  | 22   | 3   | 4   | 15  | 17   | 59   | -42  | 13   | 12,00 | 0,59 | 1     | 12      |
| 47   | Pors Grenland        | 1  | 18   | 3   | 1   | 14  | 10   | 46   | -36  | 10   | 10,00 | 0,56 | 1     | 10      |
| 48   | Os TF                | 1  | 22   | 0   | 5   | 17  | 15   | 50   | -35  | 5    | 12,00 | 0,23 | 1     | 12      |

Legenda: St=stagioni, P.G.=partite giocate, V=vittorie, P=pareggi, S=sconfitte, GF=gol fatti, GS= gol subiti, DR= differenza reti, Pt=punti, P.M.=piazzamento medio, Pt/P=punti di media a partita, Retr.=numero di retrocessioni, M.Piaz.=miglior piazzamento.
- 1Nel 2007, tramite un accordo, il Sarpsborg FK si è fuso con lo Sparta Sarpsborg creando il Sarpsborg 08 e il Sarpsborg FK ha continuato a giocare come club amatoriale, attualmente giocando nella 4.divisjon (5º livello della piramide calcistica norvegese)
- 2Nel 2011, tramite un accordo, la Fyllingen Fotball si è fusa con la Løv-Ham creando l'FK Fyllingsdalen.
- 3Nel 2013, tramite un accordo, l'SK Gjøvik-Lyn si è fusa con il Gjøvik Fotballforening e ha cambiato il nome del club in Fotballklubben Gjøvik-Lyn. FK Gjøvik-Lyn ha acquisito e conservato le statistiche dell'SK Gjøvik-Lyn.

Competizione ad inizio stagione 2024:
|  | Eliteserien 2024          |
|  | 1. divisjon 2024          |
|  | 2. divisjon 2024          |
|  | 3. divsjon 2024           |
|  | 2024 4. divisjon or lower |

| Leaders     | Years        | Seasons |
| ----------- | ------------ | ------- |
| Brann       | 1963         | 1       |
| Lyn         | 1964–1971    | 8       |
| Fredrikstad | 1972–1974    | 3       |
| Viking      | 1975–1991    | 17      |
| Rosenborg   | 1992–Present | 31      |

## Allenatori
- Maggior numero di titoli vinti: 15, Nils Arne Eggen (con il Rosenborg nel 1971, 1988, 1990, 1992, 1993, 1994, 1995, 1996, 1997, 1999, 2000, 2001, 2002 e 2010, e con il Moss nel 1987)
- Maggior numero di titoli consecutivi vinti: 6, Nils Arne Eggen (con il Rosenborg nel 1992, 1993, 1994, 1995, 1996, 1997)